# Mary Jane Reoch
Mary Jane "Miji" Reoch (Filadèlfia, 2 de gener de 1945 - Dallas, 11 de setembre de 1993) va ser una ciclista nord-americana que va competir tant en carretera com en pista. Guanyadora de dues medalles als Campionats del món de Persecució. Un cop retirada va ser entrenadora entre altres de Connie Carpenter.
Va morir de resultes d'un accident de trànsit.

## Palmarès en ruta
- 1971
  -  Campiona dels Estats Units en ruta
- 1971
  -  Campiona dels Estats Units en contrarellotge
- 1976
  - 1a al Tour de Somerville
- 1979
  - 1a al Fitchburg Longsjo Classic

## Palmarès en pista
- 1973
  -  Campiona dels Estats Units en Persecució
- 1974
  -  Campiona dels Estats Units en Persecució
- 1975
  -  Campiona dels Estats Units en Persecució
- 1978
  -  Campiona dels Estats Units en Persecució
  -  Campiona dels Estats Units en Puntuació
- 1979
  -  Campiona dels Estats Units en Puntuació
- 1980
  -  Campiona dels Estats Units en Puntuació